# Fausto Castilho
Fausto Castilho (Cambará, 15 de junho de 1929 – Campinas, 3 de fevereiro de 2015) foi um filósofo, tradutor, escritor e professor brasileiro. Foi um dos principais estudiosos do filósofo alemão Martin Heidegger no Brasil.

## Biografia

### Formação acadêmica e primeiros anos
Fausto Castilho nasceu em Cambará, município no interior do Paraná, no ano de 1929. Filho de família tradicional, mudou-se para São Paulo para estudar no Liceu Pasteur. Ia cursar Direito na Faculdade de Direito da Universidade de São Paulo (FD-USP), tradicional faculdade da Universidade de São Paulo (USP) localizado no Centro da cidade. Aprovado no vestibular com dezessete anos, Fausto não quis ingressar no curso e queria cursar Filosofia na Universidade de Sorbone, localizada em Paris, na França. Seu avô foi convencido a custear os estudos graças a pressão de intelectuais como Oswald de Andrade e Sérgio Milliet.
Em Paris, foi aluno de intelectuais como Maurice Merleau-Ponty, Jean Piaget e Gaston Bachelard. Na Universidade de Freiburgo, foi aluno de Martin Heidegger.

### Retorno ao Brasil e atuação
Formado em Filosofia, retornou ao Brasil, em 1954 onde atuou como professor na Universidade Federal do Paraná (UFPR). Ainda no Paraná, foi diretor da Biblioteca Pública do Paraná. No ano de 1959, casou-se com Carmen Pontvianne de Castilho. Como professor da Universidade Estadual Paulista (Unesp), foi um dos organizadores do evento que ficou conhecido como "Conferência de Araraquara" no campus da Unesp da cidade. O evento contou com a presença do filósofo francês Jean-Paul Sartre e dos intelectuais brasileiros Fernando Henrique Cardoso, Antonio Candido e Ruth Cardoso. Na cidade, também ajudou a fundar o curso de Filosofia na Unesp.
No biênio de 1965-1966, atuou como assessor do prefeito de São Paulo, José Vicente Faria Lima para as áreas de educação e cultura. No ano seguinte, foi convidado por Zeferino Vaz para ser um dos implementadores da Universidade Estadual de Campinas (Unicamp), ajudando a implementar o Instituto de Filosofia e Ciências Humanas da Unicamp (IFCH) - atuando como primeiro diretor do instituto -, fundou o grupo de linguística que deu origem ao Instituto de Estudos da Linguagem da Unicamp (IEL) e atuou na configuração do Departamento de Planejamento Econômico e Social (Depes) que gerou o Instituto de Economia da Unicamp (IE).
Retornou a Curitiba, para defender sua livre docência na UFPR, onde permaneceu entre 1973 e 1976. Em 1977, tornou-se professor da Escola de Comunicações e Artes da Universidade de São Paulo (ECA), onde lecionou durante os anos 1977 a 1984. No mesmo ano que findou-se sua passagem pela USP, retornou para Unicamp onde lecionou durante décadas e tornou-se professor emérito no ano de 2000.
No ano de 2012, lançou pela Editora da Unicamp em parceria com a editora Vozes, uma tradução de Ser e Tempo de Heidegger em uma versão bilíngue com 1200 páginas. Fausto começou a traduzir o livro ainda em 1949, com colegas brasileiros, quando estava na Alemanha, onde teve o primeiro contato com a obra.

### Morte
Fausto morreu em Campinas, aos 85 anos em 3 de fevereiro de 2015, no hospital que estava internado desde 25 de janeiro. Seu corpo foi velado na Biblioteca Octavio Ianni em cerimônia conduzida pelo padre Norberto Tortorelo Bonfim. Foi enterrado no Cemitério do Araçá, em São Paulo.

## Legado
No ano de 2017, um dos auditórios do IFCH foi batizado com o nome de Fausto. Em 2020, a Unicamp inaugurou a Biblioteca de Obras Raras Fausto Castilho, com nome batizado em homenagem à Fausto. A biblioteca também recebe a coleção pessoal de Fausto doada pelo professor em 2014, contendo dez mil volumes.